# Contromano (singolo)
Contromano è un singolo del cantautore italiano Nek, pubblicato il 9 settembre 2005 come secondo estratto dall'ottavo album in studio Una parte di me.
Il brano è scritto da Andrea Amati.

## Video musicale
Il videoclip del brano è stato girato a Genova dove Nek esegue la canzone sui palazzi della città; la protagonista di questo video è una giovane donna che lavora come portuale (Sarah Felberbaum) che si aggira perplessa per le strade della città.
Nella continuazione del video Nek continua la canzone a casa della donna la quale, dopo che si è preparata, esce di casa; il cantante ritorna sopra i palazzi e lei si dirige con un Maggiolino verso una collina. Durante il viaggio in macchina Nek continua la canzone dentro la macchina della ragazza che alla fine del video sale con lui in cima alla collina.
La regia del video è stata affidata ad un giovane regista milanese: Fabio Jansen.

## Formazione
- Nek – voce, cori, chitarra acustica
- Dado Parisini – organo Hammond
- Max Costa – programmazione
- Massimo Varini – chitarra elettrica, cori
- Gabriele Cicognani – basso
- Pier Foschi – batteria